# Acmispon
Acmispon é um género botânico pertencente à família Fabaceae.